# キスティ人
キスティ人（キスティじん、グルジア語: ქისტები、チェチェン語: кистӀий）、あるいはキスト人とは、主にロシア連邦の北コーカサスや、ジョージア東部カヘティ州アフメタ郡のパンキシ渓谷に居住するチェチェン人の一派である。

## 概要
パンキシ渓谷には19世紀半ばに移住してきたとされる。キスティ人が話すキスティ語（キスト語）はチェチェン語およびイングーシ語と相互に理解可能である。